# Großer Preis von Japan 1991
Der Große Preis von Japan 1991 (offiziell XVII Fuji Television Japanese Grand Prix) fand am 20. Oktober auf dem Suzuka Circuit in Suzuka statt und war das 15. Rennen der Formel-1-Weltmeisterschaft 1991.

## Berichte

### Hintergrund
Der Formel-1-Neuling Karl Wendlinger wurde für die beiden letzten Rennen des Jahres vom finanziell angeschlagenen Team Leyton House unter Vertrag genommen, da er Sponsorengelder von Mercedes-Benz vorweisen konnte. Für Ivan Capelli, an dessen Stelle der Österreicher trat, endete die Saison 1991 somit vorzeitig. Ebenfalls aus vorwiegend finanziellen Gründen zog sich AGS aus der Formel-1 zurück. Coloni hingegen trat bei den Finalrennen nochmals an, nachdem der japanische Debütant Naoki Hattori als Nachfolger für Pedro Chaves ins Team gekommen war. Johnny Herbert kehrte als zweiter Fahrer des Lotus-Teams ins Fahrerfeld zurück. Ebenso wieder vor Ort war Bertrand Gachot, der nach seiner Haftentlassung darauf hoffte, seinen angestammten Platz bei Jordan wieder einnehmen zu können. Man entschied sich jedoch gegen ihn und beendete die Saison mit Alessandro Zanardi.
Mit Nelson Piquet, Ayrton Senna und Gerhard Berger (jeweils einmal) traten drei ehemalige Sieger zu diesem Grand Prix an.

### Training
Während der Vorqualifikation verunglückte Éric Bernard schwer. Aufgrund der dabei erlittenen Verletzungen konnte er nicht am restlichen Rennwochenende teilnehmen.
Der in der Weltmeisterschaftswertung mit 16 Punkten Vorsprung führende Senna sicherte sich die zweite Startposition hinter seinem Teamkollegen Berger und vor seinem einzig verbliebenen Titelkonkurrenten Nigel Mansell, der zusammen mit Alain Prost die zweite Startreihe vor Riccardo Patrese und Jean Alesi bildete. Die beiden Minardi-Piloten Pierluigi Martini und Gianni Morbidelli qualifizierten sich für die vierte Reihe vor den beiden Benetton von Michael Schumacher und Piquet.

### Rennen
In der zweiten Runde führte ein Motorschaden an Alesis Wagen indirekt zu einer Kollision mehrerer Piloten. Andrea de Cesaris drehte sich auf ausgelaufenem Öl, wodurch JJ Lehto abrupt bremsen musste. Emanuele Pirro konnte nicht rechtzeitig reagieren und prallte in das Heck seines Teamkollegen. Als sich weitere Fahrzeuge der Unfallstelle näherten, wollte gerade de Cesaris das Rennen wieder aufnehmen. Wendlinger musste ihm ausweichen und prallte dabei ebenfalls mit Lehto zusammen.
Während Berger das Rennen anführte, hielt Senna, der das Tempo seines McLaren-Teamkollegen zunächst nicht halten konnte, die beiden Williams-Piloten Mansell und Patrese auf. Mansell musste siegen, um seine Chancen im WM-Duell zu wahren, und ging daher ans Limit und zeitweise darüber hinaus, um den Brasilianer zu überholen. Zu Beginn der zehnten Runde kam es dadurch jedoch zu einem Dreher, der für ihn das Aus und demzufolge für Senna den Gewinn der Weltmeisterschaft 1991 bedeutete.
In Runde 18 übernahm Senna die Führung vor Berger. Beide setzten sich deutlich vom Rest des Feldes, das von Patrese und Prost angeführt wurde, ab. Nachdem Schumacher und Martini aufgrund von technischen Defekten ausgeschieden waren, lag Martin Brundle auf dem fünften Rang vor Stefano Modena.
Wegen Fehlzündungen fiel Berger während der letzten Runden gegenüber Senna leicht zurück. Dieser erinnerte sich jedoch an eine im Vorfeld des Rennens getroffene teaminterne Absprache, wonach im Falle einer vorzeitig entschiedenen Weltmeisterschaft zugunsten Sennas nach Möglichkeit derjenige gewinnen sollte, der während der ersten Runden in Führung gelegen hatte. Da dies Berger gewesen war, verlangsamte Senna in der letzten Kurve, ließ den Österreicher passieren und schenkte ihm den Sieg.

## Meldeliste
| Team                              | Nr. | Fahrer             | Chassis            | Motor                    | Reifen |
| --------------------------------- | --- | ------------------ | ------------------ | ------------------------ | ------ |
| Honda Marlboro McLaren            | 01  | Ayrton Senna       | McLaren MP4/6      | Honda RA121E 3.5 V12     | G      |
| Honda Marlboro McLaren            | 02  | Gerhard Berger     | McLaren MP4/6      | Honda RA121E 3.5 V12     | G      |
| Braun Tyrrell Honda               | 03  | Satoru Nakajima    | Tyrrell 020        | Honda RA101E 3.5 V10     | P      |
| Braun Tyrrell Honda               | 04  | Stefano Modena     | Tyrrell 020        | Honda RA101E 3.5 V10     | P      |
| Canon Williams Team               | 05  | Nigel Mansell      | Williams FW14      | Renault RS3 3.5 V10      | G      |
| Canon Williams Team               | 06  | Riccardo Patrese   | Williams FW14      | Renault RS3 3.5 V10      | G      |
| Motor Racing Developments         | 07  | Martin Brundle     | Brabham BT60Y      | Yamaha OX99 3.5 V12      | P      |
| Motor Racing Developments         | 08  | Mark Blundell      | Brabham BT60Y      | Yamaha OX99 3.5 V12      | P      |
| Footwork Grand Prix International | 09  | Michele Alboreto   | Footwork FA12B     | Ford Cosworth DFR 3.5 V8 | G      |
| Footwork Grand Prix International | 10  | Alex Caffi         | Footwork FA12B     | Ford Cosworth DFR 3.5 V8 | G      |
| Team Lotus                        | 11  | Mika Häkkinen      | Lotus 102B         | Judd EV 3.5 V8           | G      |
| Team Lotus                        | 12  | Johnny Herbert     | Lotus 102B         | Judd EV 3.5 V8           | G      |
| Fondmetal                         | 14  | Gabriele Tarquini  | Fondmetal GR01     | Ford Cosworth DFR 3.5 V8 | G      |
| Leyton House Racing               | 15  | Maurício Gugelmin  | Leyton House CG911 | Ilmor 2175A 3.5 V10      | G      |
| Leyton House Racing               | 16  | Karl Wendlinger    | Leyton House CG911 | Ilmor 2175A 3.5 V10      | G      |
| Camel Benetton Ford               | 19  | Michael Schumacher | Benetton B191      | Ford Cosworth HB5 3.5 V8 | P      |
| Camel Benetton Ford               | 20  | Nelson Piquet      | Benetton B191      | Ford Cosworth HB5 3.5 V8 | P      |
| BMS Scuderia Italia               | 21  | Emanuele Pirro     | Dallara 191        | Judd GV 3.5 V10          | P      |
| BMS Scuderia Italia               | 22  | JJ Lehto           | Dallara 191        | Judd GV 3.5 V10          | P      |
| Minardi Team                      | 23  | Pierluigi Martini  | Minardi M191       | Ferrari 037 3.5 V12      | G      |
| Minardi Team                      | 24  | Gianni Morbidelli  | Minardi M191       | Ferrari 037 3.5 V12      | G      |
| Ligier Gitanes                    | 25  | Thierry Boutsen    | Ligier JS35B       | Lamborghini 3512 3.5 V12 | G      |
| Ligier Gitanes                    | 26  | Érik Comas         | Ligier JS35B       | Lamborghini 3512 3.5 V12 | G      |
| Scuderia Ferrari SpA              | 27  | Alain Prost        | Ferrari 643        | Ferrari 037 3.5 V12      | G      |
| Scuderia Ferrari SpA              | 28  | Jean Alesi         | Ferrari 643        | Ferrari 037 3.5 V12      | G      |
| Larrousse F1                      | 29  | Éric Bernard       | Lola LC91          | Ford Cosworth DFR 3.5 V8 | G      |
| Larrousse F1                      | 30  | Aguri Suzuki       | Lola LC91          | Ford Cosworth DFR 3.5 V8 | G      |
| Coloni Racing                     | 31  | Naoki Hattori      | Coloni C4          | Ford Cosworth DFR 3.5 V8 | G      |
| Team 7Up Jordan                   | 32  | Alessandro Zanardi | Jordan 191         | Ford Cosworth HB4 3.5 V8 | G      |
| Team 7Up Jordan                   | 33  | Andrea de Cesaris  | Jordan 191         | Ford Cosworth HB4 3.5 V8 | G      |
| Modena Team                       | 34  | Nicola Larini      | Lambo 291          | Lamborghini 3512 3.5 V12 | G      |
| Modena Team                       | 35  | Eric van de Poele  | Lambo 291          | Lamborghini 3512 3.5 V12 | G      |

## Klassifikationen

### Qualifying
| Pos. | Fahrer             | Konstrukteur       | Vorqualifikation | Vorqualifikation  | 1. Qualifikationstraining | 1. Qualifikationstraining | 2. Qualifikationstraining | 2. Qualifikationstraining | Start |
| Pos. | Fahrer             | Konstrukteur       | Zeit             | Ø-Geschwindigkeit | Zeit                      | Ø-Geschwindigkeit         | Zeit                      | Ø-Geschwindigkeit         | Start |
| ---- | ------------------ | ------------------ | ---------------- | ----------------- | ------------------------- | ------------------------- | ------------------------- | ------------------------- | ----- |
| 01   | Gerhard Berger     | McLaren-Honda      | –                | –                 | 1:36,458                  | 218,856 km/h              | 1:34,700                  | 222,919 km/h              | 01    |
| 02   | Ayrton Senna       | McLaren-Honda      | –                | –                 | 1:36,490                  | 218,783 km/h              | 1:34,898                  | 222,454 km/h              | 02    |
| 03   | Nigel Mansell      | Williams-Renault   | –                | –                 | 1:36,529                  | 218,695 km/h              | 1:34,922                  | 222,397 km/h              | 03    |
| 04   | Alain Prost        | Ferrari            | –                | –                 | 1:37,565                  | 216,373 km/h              | 1:36,670                  | 218,376 km/h              | 04    |
| 05   | Riccardo Patrese   | Williams-Renault   | –                | –                 | 1:37,874                  | 215,690 km/h              | 1:36,882                  | 217,898 km/h              | 05    |
| 06   | Jean Alesi         | Ferrari            | –                | –                 | 1:37,718                  | 216,034 km/h              | 1:37,140                  | 217,319 km/h              | 06    |
| 07   | Pierluigi Martini  | Minardi-Ferrari    | –                | –                 | 1:40,176                  | 210,733 km/h              | 1:38,154                  | 215,074 km/h              | 07    |
| 08   | Gianni Morbidelli  | Minardi-Ferrari    | –                | –                 | 1:41,088                  | 208,832 km/h              | 1:38,248                  | 214,868 km/h              | 08    |
| 09   | Michael Schumacher | Benetton-Ford      | –                | –                 | 1:39,742                  | 211,650 km/h              | 1:38,363                  | 214,617 km/h              | 09    |
| 10   | Nelson Piquet      | Benetton-Ford      | –                | –                 | 1:40,557                  | 209,935 km/h              | 1:38,614                  | 214,071 km/h              | 10    |
| 11   | Andrea de Cesaris  | Jordan-Ford        | –                | –                 | 1:40,407                  | 210,248 km/h              | 1:38,842                  | 213,577 km/h              | 11    |
| 12   | JJ Lehto           | Dallara-Judd       | –                | –                 | 1:40,191                  | 210,702 km/h              | 1:38,911                  | 213,428 km/h              | 12    |
| 13   | Alessandro Zanardi | Jordan-Ford        | –                | –                 | 1:39,051                  | 213,127 km/h              | 1:38,923                  | 213,402 km/h              | 13    |
| 14   | Stefano Modena     | Tyrrell-Honda      | –                | –                 | 1:39,245                  | 212,710 km/h              | 1:38,926                  | 213,396 km/h              | 14    |
| 15   | Satoru Nakajima    | Tyrrell-Honda      | –                | –                 | 1:40,100                  | 210,893 km/h              | 1:39,118                  | 212,983 km/h              | 15    |
| 16   | Emanuele Pirro     | Dallara-Judd       | –                | –                 | 1:41,246                  | 208,506 km/h              | 1:39,238                  | 212,725 km/h              | 16    |
| 17   | Thierry Boutsen    | Ligier-Lamborghini | –                | –                 | 1:39,946                  | 211,218 km/h              | 1:39,499                  | 212,167 km/h              | 17    |
| 18   | Maurício Gugelmin  | Leyton House-Ilmor | –                | –                 | 1:40,714                  | 209,607 km/h              | 1:39,518                  | 212,126 km/h              | 18    |
| 19   | Martin Brundle     | Brabham-Yamaha     | 1:41,289         | 208,417 km/h      | 1:40,867                  | 209,289 km/h              | 1:39,697                  | 211,746 km/h              | 19    |
| 20   | Érik Comas         | Ligier-Lamborghini | –                | –                 | 1:41,251                  | 208,496 km/h              | 1:39,820                  | 211,485 km/h              | 20    |
| 21   | Mika Häkkinen      | Lotus-Judd         | –                | –                 | 1:41,485                  | 208,015 km/h              | 1:40,024                  | 211,053 km/h              | 21    |
| 22   | Karl Wendlinger    | Leyton House-Ilmor | –                | –                 | 1:41,639                  | 207,700 km/h              | 1:40,092                  | 210,910 km/h              | 22    |
| 23   | Johnny Herbert     | Lotus-Judd         | –                | –                 | 1:40,512                  | 210,029 km/h              | 1:40,170                  | 210,746 km/h              | 23    |
| 24   | Gabriele Tarquini  | Fondmetal-Ford     | 1:43,025         | 204,906 km/h      | 1:42,835                  | 205,284 km/h              | 1:40,184                  | 210,716 km/h              | 24    |
| 25   | Aguri Suzuki       | Lola-Ford          | –                | –                 | 1:41,528                  | 207,927 km/h              | 1:40,255                  | 210,567 km/h              | 25    |
| 26   | Alex Caffi         | Footwork-Ford      | 1:42,382         | 206,192 km/h      | 1:40,517                  | 210,018 km/h              | 1:40,402                  | 210,259 km/h              | 26    |
| DNQ  | Michele Alboreto   | Footwork-Ford      | 1:42,479         | 205,997 km/h      | 1:41,536                  | 207,910 km/h              | 1:40,844                  | 209,337 km/h              | –     |
| DNQ  | Nicola Larini      | Lambo-Lamborghini  | –                | –                 | 1:43,057                  | 204,842 km/h              | 1:42,492                  | 205,971 km/h              | –     |
| DNQ  | Eric van de Poele  | Lambo-Lamborghini  | –                | –                 | 1:46,641                  | 197,958 km/h              | 1:42,724                  | 205,506 km/h              | –     |
| DNPQ | Mark Blundell      | Brabham-Yamaha     | 1:44,004         | 202,977 km/h      | –                         | –                         | –                         | –                         | –     |
| DNPQ | Naoki Hattori      | Coloni-Ford        | 2:00,035         | 175,869 km/h      | –                         | –                         | –                         | –                         | –     |
| DNS  | Éric Bernard       | Lola-Ford          | –                | –                 | –                         | –                         | –                         | –                         | –     |

### Rennen
| Pos. | Fahrer             | Konstrukteur       | Runden | Stopps | Zeit        | Start | Schnellste Runde |
| ---- | ------------------ | ------------------ | ------ | ------ | ----------- | ----- | ---------------- |
| 01   | Gerhard Berger     | McLaren-Honda      | 53     | 1      | 1:32:10,695 | 01    | 1:41,579         |
| 02   | Ayrton Senna       | McLaren-Honda      | 53     | 1      | + 0,344     | 02    | 1:41,532         |
| 03   | Riccardo Patrese   | Williams-Renault   | 53     | 0      | + 56,731    | 05    | 1:41,804         |
| 04   | Alain Prost        | Ferrari            | 53     | 0      | + 1:20,761  | 04    | 1:43,712         |
| 05   | Martin Brundle     | Brabham-Yamaha     | 52     | 0      | + 1 Runde   | 19    | 1:43,959         |
| 06   | Stefano Modena     | Tyrrell-Honda      | 52     | 0      | + 1 Runde   | 14    | 1:43,596         |
| 07   | Nelson Piquet      | Benetton-Ford      | 52     | 0      | + 1 Runde   | 10    | 1:43,997         |
| 08   | Maurício Gugelmin  | Leyton House-Ilmor | 52     | 0      | + 1 Runde   | 18    | 1:44,344         |
| 09   | Thierry Boutsen    | Ligier-Lamborghini | 52     | 0      | + 1 Runde   | 17    | 1:45,723         |
| 10   | Alex Caffi         | Footwork-Ford      | 51     | 0      | + 2 Runden  | 26    | 1:45,999         |
| 11   | Gabriele Tarquini  | Fondmetal-Ford     | 50     | 0      | + 3 Runden  | 24    | 1:46,210         |
| –    | Érik Comas         | Ligier-Lamborghini | 41     | 0      | DNF         | 20    | 1:44,204         |
| –    | Pierluigi Martini  | Minardi-Ferrari    | 39     | 0      | DNF         | 07    | 1:44,718         |
| –    | Michael Schumacher | Benetton-Ford      | 34     | 0      | DNF         | 09    | 1:43,530         |
| –    | Johnny Herbert     | Lotus-Judd         | 31     | 0      | DNF         | 23    | 1:45,853         |
| –    | Satoru Nakajima    | Tyrrell-Honda      | 30     | 0      | DNF         | 15    | 1:46,351         |
| –    | Aguri Suzuki       | Lola-Ford          | 26     | 0      | DNF         | 25    | 1:45,107         |
| –    | Gianni Morbidelli  | Minardi-Ferrari    | 15     | 0      | DNF         | 08    | 1:47,108         |
| –    | Nigel Mansell      | Williams-Renault   | 9      | 0      | DNF         | 03    | 1:45,642         |
| –    | Alessandro Zanardi | Jordan-Ford        | 7      | 0      | DNF         | 13    | 1:46,184         |
| –    | Mika Häkkinen      | Lotus-Judd         | 4      | 0      | DNF         | 21    | 1:48,864         |
| –    | Andrea de Cesaris  | Jordan-Ford        | 1      | 0      | DNF         | 11    | 1:57,393         |
| –    | JJ Lehto           | Dallara-Judd       | 1      | 0      | DNF         | 12    | 1:58,100         |
| –    | Emanuele Pirro     | Dallara-Judd       | 1      | 0      | DNF         | 16    | 1:58,757         |
| –    | Karl Wendlinger    | Leyton House-Ilmor | 1      | 0      | DNF         | 22    | 2:02,942         |
| –    | Jean Alesi         | Ferrari            | 0      | 0      | DNF         | 06    | –                |

## WM-Stände nach dem Rennen
Die ersten sechs des Rennens bekamen 10, 6, 4, 3, 2 bzw. 1 Punkt(e).

### Fahrerwertung
| Pos. | Fahrer             | Konstrukteur                | Punkte |
| ---- | ------------------ | --------------------------- | ------ |
| 01   | Ayrton Senna       | McLaren-Honda               | 91     |
| 02   | Nigel Mansell      | Williams-Renault            | 69     |
| 03   | Riccardo Patrese   | Williams-Renault            | 52     |
| 04   | Gerhard Berger     | McLaren-Honda               | 41     |
| 05   | Alain Prost        | Ferrari                     | 34     |
| 06   | Nelson Piquet      | Benetton-Ford               | 25     |
| 07   | Jean Alesi         | Ferrari                     | 17     |
| 08   | Stefano Modena     | Tyrrell-Honda               | 10     |
| 09   | Andrea de Cesaris  | Jordan-Ford                 | 9      |
| 10   | Roberto Moreno     | Benetton-Ford / Jordan-Ford | 8      |
| 11   | Pierluigi Martini  | Minardi-Ferrari             | 6      |
| 12   | JJ Lehto           | Dallara-Judd                | 4      |
| 13   | Bertrand Gachot    | Jordan-Ford                 | 4      |
| 14   | Michael Schumacher | Benetton-Ford / Jordan-Ford | 4      |
| 15   | Satoru Nakajima    | Tyrrell-Honda               | 2      |
| 16   | Mika Häkkinen      | Lotus-Judd                  | 2      |
| 17   | Martin Brundle     | Brabham-Yamaha              | 2      |
| 18   | Emanuele Pirro     | Dallara-Judd                | 1      |
| 19   | Mark Blundell      | Brabham-Yamaha              | 1      |

| Pos. | Fahrer             | Konstrukteur              | Punkte |
| ---- | ------------------ | ------------------------- | ------ |
| 20   | Ivan Capelli       | Leyton House-Ilmor        | 1      |
| 21   | Éric Bernard       | Lola-Ford                 | 1      |
| 22   | Aguri Suzuki       | Lola-Ford                 | 1      |
| 23   | Julian Bailey      | Lotus-Judd                | 1      |
| 24   | Maurício Gugelmin  | Leyton House-Ilmor        | 0      |
| 25   | Thierry Boutsen    | Ligier-Lamborghini        | 0      |
| 26   | Gianni Morbidelli  | Minardi-Ferrari           | 0      |
| 27   | Johnny Herbert     | Lotus-Judd                | 0      |
| 28   | Nicola Larini      | Lambo-Lamborghini         | 0      |
| 29   | Érik Comas         | Ligier-Lamborghini        | 0      |
| 30   | Gabriele Tarquini  | AGS-Ford / Fondmetal-Ford | 0      |
| 31   | Alessandro Zanardi | Jordan-Ford               | 0      |
| 32   | Eric van de Poele  | Lambo-Lamborghini         | 0      |
| 33   | Olivier Grouillard | Fondmetal-Ford            | 0      |
| 34   | Alex Caffi         | Footwork-Ford/-Porsche    | 0      |
| 35   | Michele Alboreto   | Footwork-Ford/-Porsche    | 0      |
| –    | Stefan Johansson   | Footwork-Ford/-Porsche    | 0      |
| –    | Karl Wendlinger    | Leyton House-Ilmor        | 0      |

### Konstrukteurswertung
| Pos. | Konstrukteur     | Punkte |
| ---- | ---------------- | ------ |
| 01   | McLaren-Honda    | 132    |
| 02   | Williams-Renault | 121    |
| 03   | Ferrari          | 55     |
| 04   | Benetton-Ford    | 37     |
| 05   | Jordan-Ford      | 13     |
| 06   | Tyrrell-Honda    | 12     |
| 07   | Minardi-Ferrari  | 6      |
| 08   | Dallara-Judd     | 5      |
| 09   | Lotus-Judd       | 3      |

| Pos. | Konstrukteur           | Punkte |
| ---- | ---------------------- | ------ |
| 10   | Brabham-Yamaha         | 3      |
| 11   | Lola-Ford              | 2      |
| 12   | Leyton House-Ilmor     | 1      |
| 13   | Ligier-Lamborghini     | 0      |
| 14   | Lambo-Lamborghini      | 0      |
| 15   | AGS-Ford               | 0      |
| 16   | Fondmetal-Ford         | 0      |
| 17   | Footwork-Porsche/-Ford | 0      |